# كيفن إيغن
كيفن إيغن (بالإنجليزية: Kevin Eagan)‏ هو لاعب كرة قدم أمريكي، ولد في 30 ديسمبر 1954 في فلوريسانت في الولايات المتحدة. لعب مع تلسا رافنكس ونيويورك كوسموس.